# Bubsy
Bubsyserien är en dator- och TV-spelsserie bestående av plattformsspel utgivna av Accolade., där man spelaren styr den fiktiva rödlon Bubsy. Spelen släpptes i början-mitten av 1990-talet.

## Spel

### Huvudserien
| Titel                                        | Utgivning |
| -------------------------------------------- | --------- |
| Bubsy in Claws Encounters of the Furred Kind | 1993      |
| Bubsy 2                                      | 1994      |
| Bubsy in Fractured Furry Tales               | 1994      |
| Bubsy 3D                                     | 1996      |
| Bubsy: The Woolies Strike Back               | 2017      |
| Bubsy: Paws on Fire!                         | 2019      |

### Fotnoter
1. ↑  Frank Cifaldi (3 oktober 2005). ”Playing Catch-Up: Bubsy's Michael Berlyn”. Gamasutra. http://www.gamasutra.com/php-bin/news_index.php?story=6716. Läst 21 april 2015.
2. ↑  ”Bubsy series” (på engelska). Mobygames. http://www.mobygames.com/game-group/bubsy-series. Läst 21 april 2015.